# Знаменский (Краснодар)
Знаменский — посёлок в Краснодарском крае России. Входит в Карасунский внутригородской округ в рамках городского округа города Краснодара. 

## География
Граничит с промзоной аэропорта «Пашковский», федеральной трассой «Дон», посёлком Пригородным. Находится примерно в 5 км от центра краевой столицы.
С запада граничит с Новознаменским жилым районом, от которого отделён федеральной трассой М-4 «Дон». С юга территория ограничена железной дорогой, с северо-восточной стороны примыкает к пос. Пригородному.
На трассу М-4 из посёлка имеется только два въезда и выезда: с ул. Светлой и ул. Первомайской.
На территории посёлка находятся садоводческие товарищества («Рассвет», «Восход», «Гидростроитель», «Чайка», «Химик», «Изобильное», «Автомобилист-2», «Краснодарсельмаш-1», «Краснодарсельмаш-2», «Биопромовец», «Знаменский»), коттеджные посёлки («Светлый» и «Трава») и микрорайон «Родные просторы».
Посёлок газифицирован. Электроснабжение потребителей пос. Знаменский осуществляется от трансформаторных подстанций ОАО «НЭСК-электросети», сети электроснабжения обслуживаются Карасунским РРЭС филиала ОАО «НЭСК-электросети» «Краснодарэлектросеть».

## История
Основан в 1969 году как поселение на базе Северо-Кавказского научно-исследовательского института животноводства (СКНИИЖ и ОПХ "Рассвет" ныне объединены в ФГБНУ КНЦЗВ)». Решением исполкома Краснодарского краевого Совета от 28.03.1977 № 205 «О частичных изменениях в административно-территориальном делении края» посёлок первого отделения опытно-производственного хозяйства «Рассвет» был зарегистрирован как вновь возникший населённый пункт на территории городского совета и наименован «посёлок Знаменский».
В 1970-е годы в посёлке было всего несколько улиц: Первомайская, Светлая, Гагарина. В годы перестройки на сельскохозяйственных угодьях вокруг Знаменского начали нарезать участки под садоводческие товарищества, за счёт чего территория посёлка значительно расширилась.
В связи с интенсивным развитием г. Краснодара и его пригородов, садовые участки в товариществах посёлка Знаменского стали активно заселяться, поэтому в настоящий момент почти все они застроены частными домами.

## Социальная сфера
В Знаменском есть филиал детской и взрослой поликлиники, почтовое отделение, участковый пункт полиции, православная церковь иконы Божией Матери Неупиваемая Чаша, детские и спортивные площадки. 
В Знаменском работают детские сады № 161 (по ул. Первомайская, д. 14) и № 66 (по ул. Природная, д. 10А). Также в мкр. Родные Просторы возводятся два детских сада на 250 мест и работает общеобразовательная школа № 7 на 1550 мест. В центре посёлка идёт строительство школы на 1100 мест и ещё одного детского сада.
В посёлке работает ФГБНУ «Краснодарский научный центр по зоотехнии и ветеринарии».

## Транспорт
Сообщение с городом Краснодаром возможно посредством электрички и автобусов маршрута № 150 «пос. Знаменский - ГМР», Автобусы 176 (ТЭЦ - ППХ биофабрика), 136 (КМР - ППХ биофабрика), 157 (КМР - СНТ "Электрон"), 59 (СБС-МТФ)

## Население
| 2002 | 2010  | 2021    |
| ---- | ----- | ------- |
| 2921 | ↗6242 | ↗10 248 |